# Start + Flug GmbH H101 Salto
Dimensions
Le H-101 Salto est un planeur de voltige fabriqué en matériaux composites. Il a été développé en Allemagne dans les années 1970. Sa conception est basée sur le Glasflügel H-201 Libelle, il est conçu par Ursula Hänle. Les premiers exemplaires sont fabriqués par Start + Flug GmbH Saulgau.

## Conception et développement
Le H101 différe du Libelle par son empennage papillon.
Quatre aérofreins au niveau du bord de fuite remplacent les aérofreins de type Schempp-Hirth du Libelle.
Le prototype effectue son premier vol le 6 mars 1970 et 67 exemplaires sont livrés jusqu'en 1977, quand la production, par la société Start + Flug GmbH Saulgau, cesse. 5 exemplaires supplémentaires sont fabriqués par la société ""LTB Frank & Waldenberger" entre 1993 à 1996.

## Autres planeurs de voltige
- MDM-1 Fox et Solo-Fox
- MDM Swift S1
- Cirrus K
- Celair GA-1 Celstar
- Pilatus PC-11 AF
- SZD-59 Acro
- DFS Habicht